# 31349 Uria-Monzon
31349 Uria-Monzon è un asteroide della fascia principale. Scoperto nel 1998, presenta un'orbita caratterizzata da un semiasse maggiore pari a 2,1717560 UA e da un'eccentricità di 0,0857824, inclinata di 2,78213° rispetto all'eclittica.